# Caracara
Caracara Merrem, 1826 è un genere di uccelli della famiglia dei Falconidi.

## Tassonomia
Il genere comprende le seguenti specie:
- Caracara cheriway (Jacquin, 1784) - caracara crestato
- Caracara lutosa † (Ridgway, 1876) - caracara di Guadalupe
- Caracara plancus (Miller, JF, 1777) - caracara meridionale